# Koszmosz–557
A Koszmosz–557 (oroszul: Космос–557) a szovjet űrállomás-program keretében indított, polgári célú DOSZ űrállomás, a Szaljut űrállomások harmadik példánya (DOSZ–3) volt. 1973. május 11-én indították a Bajkonuri űrrepülőtérről egy Proton-K hordozórakétával.
Eredetileg Szaljut–3 lett volna a nyilvánosságnak szánt elnevezése. Tekintettel arra, hogy a nyugati felderítő-rendszerek már érzékelték az űreszközt, így az indítást nem lehetett eltitkolni, az űrállomás a Koszmosz–557 hivatalos jelzést kapta. A Szaljut–3 jelzést az egy évvel később indított Almaz típusú (OPSZ–2) űrállomásnál használták.

## Küldetés
Az űrállomás sikeresen pályára állt ugyan, de az irányítórendszer hibája miatt nem sikerült kapcsolatot teremteni vele a földi irányítóközpontból. Az űrállomás teljesen elhasználta a magassági pályakorrekcióra rendelkezésére álló üzemanyagot, így végül irányíthatatlanná vált. Közel 11 napos keringést követően, május 22-én belépett a sűrű légkörbe és elégett. Egyes el nem égett darabjai Bolíviában zuhantak le.
Elliptikus pályájának perigeuma 206 km, apogeuma 22 km volt. A pályaelhajlás 51,6° volt.
A módosított DOSZ alkalmas volt 2 fő 180 napos űrbeli tartózkodására. A terv az volt, hogy három személyzetet küldenek fel az űrállomásra, melyek egyenként két hónapot töltöttek volna az űrben. A ki nem mondott cél az volt, hogy mindenben túlszárnyalják az amerikai Skylab űrállomás teljesítményét.

## Felépítés
Az előző két DOSZ űrállomás esetén problémát jelentett a szűkös energiaellátás. A DOSZ–3 esetén három napelemtáblát helyeztek el az űrhajó keskenyebb részén, ahol a napelemek a Nap felé tudtak fordulni az űrhajó mozgatása nélkül. A napelemek összfelülete 60 m² volt, ezek mintegy 4 kW energiát tudtak szolgáltatni (kétszer annyi, mint a DOSZ–1 esetén). A napelemek miatt megnövekedett tömeg okán az üzemanyag mennyiségét csökkenteni kellett. Ez azzal járt, hogy az űrállomás működési magasságát meg kellett növelni 350 km-re, mert a nagyobb magasságban fellépő kisebb súrlódás miatt kevesebb üzemanyag szükséges az űrállomás magasságának korrekciójához.
Első alkalommal alkalmazták azt a módszert, hogy a légcserélő kondenzvizét is használták volna a legénység vízigényének ellátására.
A tudományos műszerek össztömege 2 tonnára növekedett.

## A kudarc okai
A küldetés sikertelensége nem csak műszaki okokra, hanem a földi, emberi irányítás szervezetlenségére, nehézkességére volt visszavezethető.
A Proton hordozórakéta a (könnyebb) DOSZ–1 esetén 200×222 km-es pályát tudott elérni. A valamivel nehezebb DOSZ–3 esetén az elérhető maximum 155×215 km volt. Mivel ez túl alacsony lett volna, ezért a kezdeti pályára állás után az űreszköz magasságát szükséges volt emelni 350 km-es magasságig. A hajtómű bekapcsolása előtt minden űreszköz relatív pozícióját ismerni kell. A DOSZ–3 esetén erre a célra egy addig ki nem próbált eszközt használtak, ami az űrhajó ionoszférához viszonyított helyzetét állapította meg az ionok mérése alapján. A későbbi vizsgálatok megállapították, hogy ezt a műszert a pozicionáló hajtóművek működése megzavarta. A pozicionáló hajtóműveket azonban muszáj volt működtetni az ionos mérés előtt, éppen azért, hogy az űrhajó a mérésekhez megfelelő pozícióban legyen.  A műszer a beérkező ionok szögét mérte, és ebből állapította meg az űrállomás elhelyezkedését. Az elképzelés az volt, hogy amikor az ionos mérés szerint az űrhajó megfelelő helyzetben áll, be kell kapcsolni a KTDU–66 típusú főhajtóművet, ami magasabb pályára emeli az űrhajót. Nem megfelelő pozícióban való működtetés esetén az űrhajó föld feletti magassága nem emelkedik, vagy rosszabb esetben csökkenhet is.
Az ionos műszer mérésének hatékonysága a Föld mágneses terének erősségétől is függött, vagyis a mérés kiértékelésénél azt is figyelembe kellett volna venni, hogy az űreszköz milyen földrajzi szélességen tartózkodik.
A DOSZ tervezői tisztában voltak a manőverező hajtóművek kedvezőtlen hatásával az ionos mérésekre, ezért a pozicionáló hajtóműveknél minimális erősségű működtetést állítottak be. Ennek következménye az volt, hogy az űrhajó pozíciója csak órák alatt változott meg érdemlegesen. Az ionos méréseket azonban a pályára állás után minél hamarabb el akarták végezni, hogy az űrhajó magasságát emelni lehessen.
A tervezők nem tudták időben elkészíteni a DOSZ–3 dokumentációját és átadni azt az irányító központnak, így azok nem ismerték pontosan a DOSZ–3 viselkedését. Nem voltak kidolgozva azok az eljárások, amik az űrhajó irányításához szükségesek voltak a pályára állás kezdeti időszakában.
Bár az irányítás szervezettségén sokat javítottak 1966 óta, problémát jelentett, hogy a földi megfigyelőállomásokat és a műszaki kommunikációs rendszereket a hadsereg kezelte, míg a specialisták, akik felelősek voltak az adatok elemzéséért és az irányítási parancsok kiadásáért, polgári személyek voltak.
Az űreszköz kezdeti pályára való állása után 12 perccel a NIP–15 jelzésű földi állomás (Usszurijszk, Kamcsatka) parancsot adott az ionos műszer bekapcsolására. Bár a dokumentáció tartalmazta azt az előírást, hogy a pozicionáló hajtóműveket a minimumon kell járatni, a parancs maximális teljesítményt írt elő. Ennek oka az volt, hogy korábban egy elméleti szakember megvizsgálta a minimumon való járatás következményeit, és arra jutott, hogy az már a második keringés során véget érhet. Emiatt a nagy teljesítményű, gyors beállást javasolta, felülbírálva a tervezők előírását. Jakov Tregub, a repülési igazgató elfogadta ezt. A NIP–15 mintegy 10 percen keresztül volt kapcsolatban az űrhajóval, ami elegendő volt arra, hogy a gyorsan pozicionáló műveletre kiadják a parancsot, és az megkezdődjön. Az irányítási központnak a kiadott parancsról azonnal tudomást kellett volna szereznie, azonban az eljárás az volt, hogy a telefon használata helyett táviratot kellett feladni, amit a megfelelő parancsnoknak alá kellett írnia és a távirat adatait előbb be kellett vezetni egy könyvbe, mielőtt továbbították volna. Az irányítási központban a beérkező táviratokat ki kellett nyomtatni, lekönyvelni és borítékba tenni a kézbesítés előtt. Az eljárás annyira időigényes volt, hogy ezalatt az űrállomás már megtett egy Föld körüli keringést.
Az irányítási központ joggal feltételezhette, hogy az űrhajó már a megfelelő pozícióban áll, és előkészítették a magasság növeléséhez szükséges parancsot. Azonban az adatokból az látszott, hogy az űrhajó nem megfelelő pozícióban áll és sok üzemanyagot elfogyasztott. Az első reakció az volt, hogy mivel kísérleti műszerről van szó, az adatok helytelenek. Két fiatal mérnök azonban (egyikük az ionos műszer szakértője, a másik a repülésirányítás szakértője) ellenőrizte az adatokat, és úgy gondolták, hogy azok helyesek, és ilyen működés mellett az üzemanyagtartályok hamarosan kiürülnek. Ezért az irányítási központ fő helyiségébe rohantak, és előadták Jakov Tregubnak a megállapításaikat és sürgették, hogy a pozicionáló hajtóműveket azonnal kapcsolják ki. Tregub azonban, aki egyetértett a lassú pozicionálás helyett a gyors módszer alkalmazásával, dilemmába került. (Ekkor még az űrhajó a földi állomás hatótávolságában tartózkodott, tehát a hajtóműveket kikapcsoló parancs kiadható lett volna). Mi van, ha a két fiatal mérnök téved és a magasság növelését emiatt nem tudják végrehajtani? Tregub nem tudott kapcsolatba kerülni a vezetőséggel, mert azok Bajkonurból a repülőtérre tartottak gépkocsival, hogy Jevpatorijába repüljenek, ahová kb. 6 óra volt az út. A tépelődés alatt az űrállomás kikerült a földi állomás hatósugarából, két perccel az előtt, hogy Tregub döntött és a hajtóművek kikapcsolására adott parancsot.
40 perc múlva az űrhajó újból Jevpatorija hatósugarába került. Ez alatt az irányítási központ szakértői megerősítették, hogy a két mérnök megállapításai helyesek voltak. Az üzemanyagtartályok addigra majdnem teljesen kiürültek. Ha a pozicionáló hajtóműveket már az első keringés alatt kikapcsolják, a második keringés alatt be lehetett volna kapcsolni a fő hajtóművet és az űrhajó keringési magasságát megemelni. Üzemanyag hiányában erre nem volt lehetőség.